# Кам'янець-Подільський округ
Кам'янець-Подільський округ (рос. Каменец-Подольский округ) — адміністративна одиниця СРСР. Існувала у 1935–1937 роках в складі Вінницької області УСРР. Центр — місто Кам'янець-Подільський.

## Історія

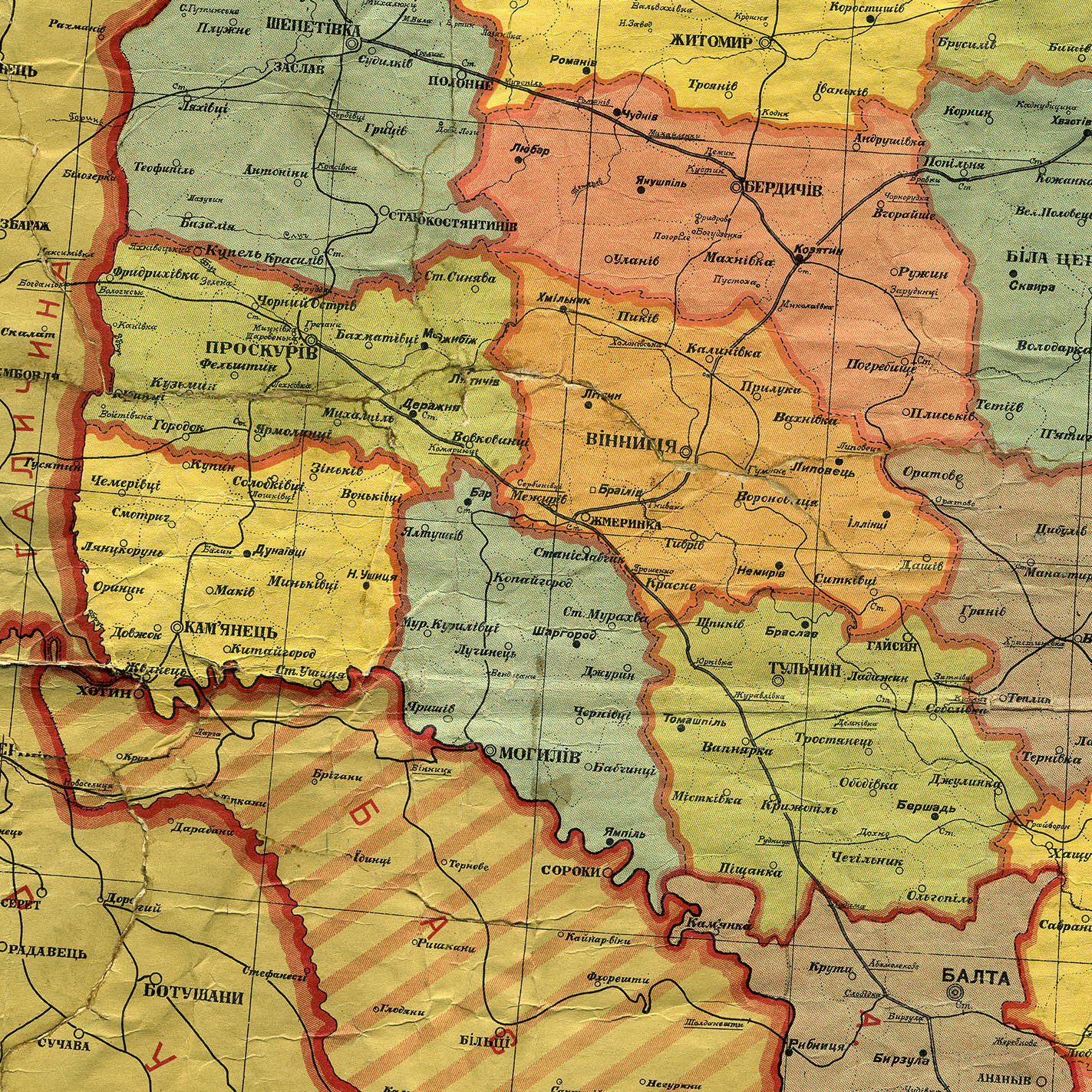
Межі Кам'янецької округи, 1925

Кам'янець-Подільський округ був створений відповідно до постанов ЦВК СРСР від 1 квітня 1935 року «Про утворення в УСРР шести округів» і ВУЦВК від 4 травня 1935 року «Про утворення округів на території Київської і Вінницької областей» (затверджена постановою третьої сесії ВУЦВК XIII скликання від 12 лютого 1936 року «Про затвердження постанов, ухвалених Президією ЦВК УСРР у період між VI сесією ЦВК XII скликання і III сесією ЦВК XIII скликання»).
До його складу ввійшли 9 районів:
1. Дунаєвецький район (центр — село Дунаївці)
2. Кам'янець-Подільський район (місто Кам'янець-Подільський)
3. Новоушицький район (смт Нова Ушиця)
4. Миньковецький район (село Миньківці)
5. Орининський район (село Оринин)
6. Смотрицький район (село Смотрич)
7. Солобковецький район (село Солобківці)
8. Староушицький район (село Стара Ушиця)
9. Чемеровецький район (село Чемерівці)

Згідно зі статтею V постанови ЦВК СРСР від 22 вересня 1937 року «Про поділ Харківської області на Харківську і Полтавську, Київської — на Київську і Житомирську, Вінницької — на Вінницьку і Кам'янець-Подільську та Одеської на Одеську і Миколаївську області» округи у Вінницькій і Київській областях (у тому числі Кам'янець-Подільський) були ліквідовані. Територія округу ввійшла до новоствореної Кам'янець-Подільської області.

## Керівники округи

### Перші секретарі окружного комітетуКП(б)У
- Мойсеєнко Костянтин Васильович (1935—1936)
- Корженко Панас Трохимович (1936—1937)

### Голови окружного виконавчого комітету
- Шпилевий В. Д. (1935—1936)